# Sobralia hagsateri
Sobralia hagsateri är en orkidéart som beskrevs av Dodson. Sobralia hagsateri ingår i släktet Sobralia och familjen orkidéer. Inga underarter finns listade i Catalogue of Life.